# هنریته کونفوریوس
هنریته کونفوریوس (انگلیسی: Henriette Confurius؛ زادهٔ ۵ فوریهٔ ۱۹۹۱) یک هنرپیشه اهل آلمان است. وی از سال ۲۰۰۱ میلادی تاکنون مشغول فعالیت بوده‌است. 
از فیلم‌ها یا برنامه‌های تلویزیونی که وی در آنها نقش داشته‌است می‌توان به کنتس اشاره کرد.